# Nuoto ai Giochi della XXVI Olimpiade - 400 metri stile libero maschili
Hanno partecipato alle batterie di qualificazione 35 atleti: i primi 8 si sono qualificati per la finale A, i successivi 8 invece si sono qualificati per la finale B.

## Finale A
23 luglio 1996
| Posizione | Atleta                | Paese         | Tempo    |
| --------- | --------------------- | ------------- | -------- |
|           | Danyon Loader         | Nuova Zelanda | 3:47.997 |
|           | Paul Palmer           | Regno Unito   | 3:49.00  |
|           | Daniel Kowalski       | Australia     | 3:49.39  |
| 4         | Emiliano Brembilla    | Italia        | 3:49.87  |
| 5         | Anders Holmertz       | Svezia        | 3:50.66  |
| 6         | Massimiliano Rosolino | Italia        | 3:51.04  |
| 7         | Jörg Hoffmann         | Germania      | 3:52.15  |
| 8         | Jacob Carstensen      | Danimarca     | 3:54.45  |

## Finale B
| Posizione | Atleta            | Paese       | Tempo   |
| --------- | ----------------- | ----------- | ------- |
| 9         | John Piersma      | Stati Uniti | 3:50.69 |
| 10        | Sebastian Wiese   | Germania    | 3:52.37 |
| 11        | Frans Neethling   | Sudafrica   | 3:54.34 |
| 12        | Ihor Snitko       | Ucraina     | 3:54.63 |
| 13        | Malcolm Allen     | Australia   | 3:55.48 |
| 14        | Aleksej Akat'ev   | Russia      | 3:55.72 |
| 15        | Yann deFabrique   | Francia     | 3:56.46 |
| 16        | Dimitris Manganas | Russia      | 3:57.39 |

## Non qualificati
| Posizione | Atleta              | Paese         | Tempo   |
| --------- | ------------------- | ------------- | ------- |
| 17        | Tom Dolan           | Stati Uniti   | 3:53.91 |
| 18        | Luiz Lima           | Brasile       | 3:56.43 |
| 19        | Torlarp Sethsothorn | Thailandia    | 3:57.08 |
| 20        | Jure Bučar          | Slovenia      | 3:57.36 |
| 21        | Alejandro Bermudez  | Colombia      | 3:57.45 |
| 22        | Miroslav Vučetić    | Croazia       | 3:59.20 |
| 23        | Béla Szabados       | Ungheria      | 3:59.36 |
| 24        | Hisato Yasui        | Giappone      | 4:00.19 |
| 25        | Ricardo Monasterio  | Venezuela     | 4:00.44 |
| 26        | Andrei Kvassov      | Kirghizistan  | 4:00.69 |
| 27        | Can Ergenekan       | Turchia       | 4:02.39 |
| 28        | Augustin Fiorilli   | Argentina     | 4:02.53 |
| 29        | Mark Kwok           | Hong Kong     | 4:02.68 |
| 30        | Cheol Woo           | Corea del Sud | 4:03.11 |
| 31        | Andrei Zaharov      | Moldavia      | 4:09.30 |
| 32        | Hisham Al-Masri     | Siria         | 4:10.23 |
| 33        | Sng Ju Wei          | Singapore     | 4:12.24 |
| 34        | Omar Dallal         | Giordania     | 4:41.12 |
|           | Antti Kasvio        | Finlandia     | DNS     |